# Plusiodonta ionochrota
Plusiodonta ionochrota är en fjärilsart som beskrevs av George Francis Hampson 1926. Plusiodonta ionochrota ingår i släktet Plusiodonta och familjen nattflyn. Inga underarter finns listade i Catalogue of Life.